# 禿髮思復鞬
禿髮思復鞬（?—394年），十六國時期禿髮鮮卑的首領，前任首領禿髮推斤之子，東晉興寧三年（365年）推斤去世，思復鞬繼承推斤之位。
思復鞬在位期間，禿髮鮮卑部眾轉盛，據有涼州一帶（約當今中國甘肅省南部）的土地。
太元十九年（394年）去世，由其子禿髮烏孤繼位，後建立南涼。

## 子女
- 禿髮烏孤，南涼武王，南涼開國君主
- 禿髮利鹿孤，南涼康王，兄烏孤死後繼位
- 禿髮傉檀，南涼景王，兄利鹿孤死後繼位，南涼末代君主
- 禿髮奚，利鹿孤弟
- 禿髮吐雷，利鹿孤弟
- 禿髮俱延，利鹿孤弟，封張松侯
- 禿髮文支，利鹿孤弟，封興城侯。後入仕北涼
- 禿髮文真，利鹿孤弟